# Tubular Bells II
A Tubular Bells II (magyarul: Csőharangok II) Mike Oldfield 1992-es, tizennegyedik nagylemeze.
A Tubular Bells II elkészítésének gondolata 1989 körül merült fel, amikor egy tévéműsor kedvéért Oldfield részleteket játszott a Tubular Bellsből. Előző kiadója is presszionálta, hogy elevenítsék fel korábbi, legsikeresebb albumát. Az Amarok albumot a kiadó szerette volna Tubular Bells II néven kiadni, Oldfield azonban ezt nem engedte, mert úgy gondolta, semmi köze a lemeznek ahhoz. Miután elégedetlensége miatt szakított lemezkiadójával, és új társasághoz szerződött, nekikezdett a régi album folytatásának. Munkájára hatással volt az új producer, Trevor Horn érkezése is.
A lemez az eredeti Tubular Bells szerkezetét, főbb motívumait megtartotta, de legtöbb részletében teljesen új kompozíció. Felismerhető például a kezdő téma, de pontos dallamában, hangszerelésében jelentősen megváltozott. Az első rész végén található finálé is nagyon hasonlít elődjére, még a hangszerek nevének felsorolása is megmaradt, de a dallam azért itt is más. A többi téma is egyezést mutat sebességében, hangulatában. Az eredeti anyag második részének végén található népzene feldolgozás (Sailor's Hornpipe) helyett például egy country jellegű szám szerepel. A régi lemeztől eltérően az első részt egy rövid motívum foglalja keretbe.
A lemez megjelenését egy nagyszabású koncert kísérte, melyet az Edinburghi Vár tövében rendeztek. A koncert azóta DVD-n is megjelent. (A későbbi Tubular Bells III-mal együtt.)
A mű hatalmas kritikai és közönségsikert aratott.

## Számok
1. "Sentinel" – 8:07
2. "Dark Star" – 2:16
3. "Clear Light" – 5:48
4. "Blue Saloon" – 2:59
5. "Sunjammer" – 2:32
6. "Red Dawn" – 1:50
7. "The Bell" – 6:59
8. "Weightless" – 5:43
9. "The Great Plain" – 4:47
10. "Sunset Door" – 2:23
11. "Tattoo" – 4:15
12. "Altered State" – 5:12
13. "Maya Gold" – 4:01
14. "Moonshine" – 1:42

Az eredeti Tubular Bells két részből állt. Az itteni számok közül az 1-7 felel meg az első résznek, a 8-14 pedig a másodiknak.

## Zenészek
- Mike Oldfield – elektromos gitár, klasszikus gitár, flamenco gitár, 12 húros gitár, akusztikus gitár, mandolin, bendzsó, dupla sebességű gitár, zongora, hammond orgona, szintetizátos és programozás, üstdob, glockenspiel, triangulum, tamburin, cintányér, játékdob, taps, nagyzenekari dob, csőharangok.
- Eric Cadieux – utólagos programozás és digitális hangfeldolgozás.
- Jamie Muhoberac – utólagos billentyűs hangszerek, zajok.
- John Robinson – dobok ("Altered State")
- Susannah Melvoin, Edia Lehman, Mike Oldfield – vokál.
- Sally Bradshaw – vokál szóló.
- P.D. Scots Pipe Band, Celtic Bevy Band – skótduda.
- A Strolling Player (Alan Rickman) – ceremóniamester.

A The Bell szám kislemez kiadásain olyan változatok is szerepelnek, melyeken a ceremóniamester (tehát aki a hangszerek nevét mondja be) Billy Connolly vagy Vivian Stanshall volt. Az Edinburgh-ben megtartott lemezbemutató koncerten ezt a feladatot John Gordon Sinclair látta el.

## Produkció
- Producer: Trevor Horn, Mike Oldfield, Tom Newman
- Executive producer: Rob Dickins
- Hangmérnök: Steve MacMillan, Tom Newman, Tim Weidner, Mike Oldfield
- Keverés: Steve MacMillan, Mike Oldfield
- Technikai asszisztens: Richard Barrie

## Érdekességek
- A lemez számos részlete utal a sci-fi világára, ez különösen annak fényében figyelemre méltó, hogy a következő lemez Arthur C. Clarke egyik művének megzenésítése lett. (The Songs of Distant Earth) A "Sentinel" és a "Sunjammer" cím például az író egy-egy novellájának a címe. A "Dark Star" (sötét csillag), "Weightless" (súlytalanság), "Moonshine" (holdfény) címek csillagászati vonatkozásúak, valamint a "Clear Light" (tiszta fény), "Red Dawn" (vörös hajnal), "The Great Plain" (a nagy pusztaság), "Sunset Door" (naplemente kapuja) címek is könnyen belehelyezhetőek a tudományos fantasztikum világába.